# Necopinatum mirabile
Famille
Genre
Espèce
Necopinatum mirabile, unique représentant du genre Necopinatum et de la famille des Necopinatidae, est une espèce de tardigrades. 

## Distribution
Cette espèce est endémique d'Italie.

## Publication originale
- Ramazzotti & Maucci, 1983 :  Il phylum Tardigrada (3rd edition). Memorie dell' Istituto Italiano di Idrobiologia, vol. 41, p. 1-1012.
- Pilato, 1971 : Ricerche sulla fauna e sulla zoogeografia della Sicilia 49. Necopinabum mirabile n. gen. n. sp., interessantissimo entardigrado incertae sedic. Bollettino delle sedute accademia Gioenia di scienze naturali, Catania, vol. 10, no 10, p. 861-867.